# رشد فرانک–وان در مروه

مدل رشد فرانک-وان در مروه

رشد فرانک-وان دِر مِروِه (به انگلیسی: Frank–Van der Merwe growth) (یا رشد FM) یکی از سه حالت اصلی است که توسط آن لایه‌های نازک به صورت برآرایی در سطح کریستال یا سطح مشترک رشد می‌کنند. همچنین به عنوان «رشد لایه-به-لایه» شناخته می‌شود. این یک مدل رشد ایده‌آل در نظر گرفته می‌شود که به همسان‌سازی شبکه کامل بین زیرلایه و لایه‌ای که روی آن رشد می‌کند نیاز دارد، و معمولاً به لایه‌نشانی‌همگون محدود می‌شود. برای اینکه رشد FM رخ دهد، اتم‌هایی که قرار است ته‌نشین شوند باید بیشتر جذب زیرلایه شوند تا یکدیگر، که برخلاف مدل رشد لایه-بعلاوه-جزیره است. رشد FM مدل رشد ترجیحی برای تولید پوسته‌های صاف است.
اولین بار توسط فیزیکدان آفریقای جنوبی یان ون در مروه و فیزیکدان بریتانیایی فردریش چارلز فرانک در مجموعه‌ای از چهار مقاله براساس تحقیقات دکترای ون در مروی بین سال‌های ۱۹۴۷ و ۱۹۴۹ توصیف شد.